# الاستثمار (الاقتصاد الكلي)
في الاقتصاد الكلي، يُعرّف الاستثمار بأنه "الإضافات إلى مخزون رأس مال الدولة من المباني والمعدات والبرمجيات والمخزونات خلال عام واحد" أو يُشار إليه بدلاً من ذلك بـ "الإنفاق الاستثماري" وهو "الإنفاق على رأس المال المادي الإنتاجي مثل الآلات وبناء المباني، بالإضافة إلى التغيرات في المخزونات، كجزء من الإنفاق الإجمالي على السلع والخدمات سنويًا".
في المحاسبة، تشمل أنواع الاستثمار:
- الاستثمار السكني في الإسكان، الذي يوفر تدفقًا من خدمات السكن على مدى فترة زمنية طويلة.
- الاستثمار الثابت غير السكني في أصول مثل الآلات أو المصانع الجديدة.
- الاستثمار في رأس المال البشري من خلال تعليم القوى العاملة وتدريبها.
- الاستثمار في المخزون، أي التراكم المتعمد أو غير المتعمد لمخزونات السلع.

في مقاييس الدخل القومي والناتج، يُعتبر "الاستثمار الإجمالي" (ويرمز له بالمتغير I) أحد مكونات الناتج المحلي الإجمالي (GDP)، ويُعبّر عنه بالمعادلة:
GDP=C+I+G+NX
حيث:
- C هو الاستهلاك،
- G هو الإنفاق الحكومي،
- NX هو صافي الصادرات، ويُحسب بالفرق بين الصادرات والواردات: X−M.

وبالتالي، فإن الاستثمار هو ما يتبقى من إجمالي الإنفاق بعد خصم الاستهلاك والإنفاق الحكومي وصافي الصادرات، أي:
I=GDP−C−G−NX
الاستثمار الصافي هو الاستثمار الإجمالي بعد خصم الاستهلاك (الاستهلاك الرأسمالي).
أما الاستثمار الثابت الصافي فهو قيمة الزيادة الصافية في مخزون رأس المال خلال السنة.
الاستثمار الثابت، باعتباره إنفاقًا خلال فترة زمنية (مثل "سنوياً") ، ليس رأس مال بحد ذاته، بل يؤدي إلى تغييرات في كمية رأس المال.
البعد الزمني للاستثمار يجعله تدفقًا (Flow).

## المحددات
غالبًا ما يُنمذج الاستثمار كدالة لأسعار الفائدة، ويُعبَّر عنه بالعلاقة I=I(r)، حيث يؤثر سعر الفائدة تأثيرًا سلبيًا على الاستثمار لأنه يمثل تكلفة الحصول على الأموال اللازمة لشراء السلع الاستثمارية.في المقابل، يؤثر الدخل تأثيرًا إيجابيًا على الاستثمار، إذ يشير ارتفاع الدخل إلى وجود فرص أكبر لبيع السلع التي يمكن أن ينتجها رأس المال المادي.
في بعض الأبحاث، يُصمم الاستثمار كدالة متزايدة بالنسبة لـ q لتوبين، وهي النسبة بين القيمة السوقية للأصل المادي وقيمة استبداله.على سبيل المثال، إذا كانت هذه النسبة أكبر من 1، فهذا يعني أنه يمكن شراء الآلات بسعر معين ثم توليد ناتج يعادل القيمة الأكبر المعكوسة في قيمتها السوقية، مما يؤدي إلى تحقيق ربح اقتصادي إيجابي.
في بعض الأبحاث، يُصمم الاستثمار كدالة متزايدة للفجوة بين مخزون رأس المال الأمثل ومخزون رأس المال الحالي.ويُعرّف رأس المال الأمثل هنا بأنه مستوى رأس المال الذي يعمل على تعظيم الأرباح.